# Wickler

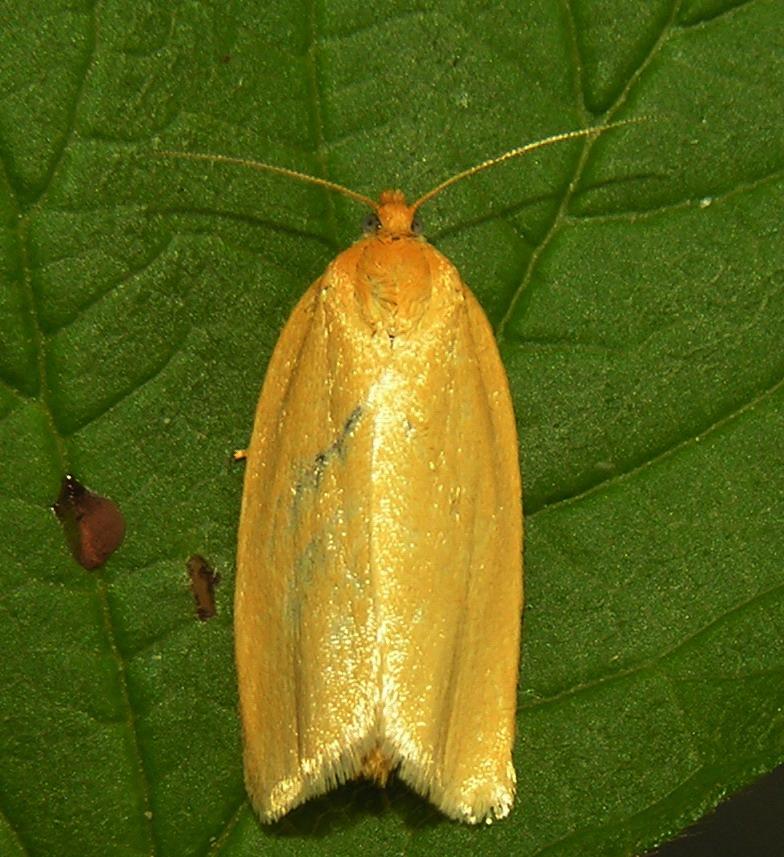
Aphelia paleana

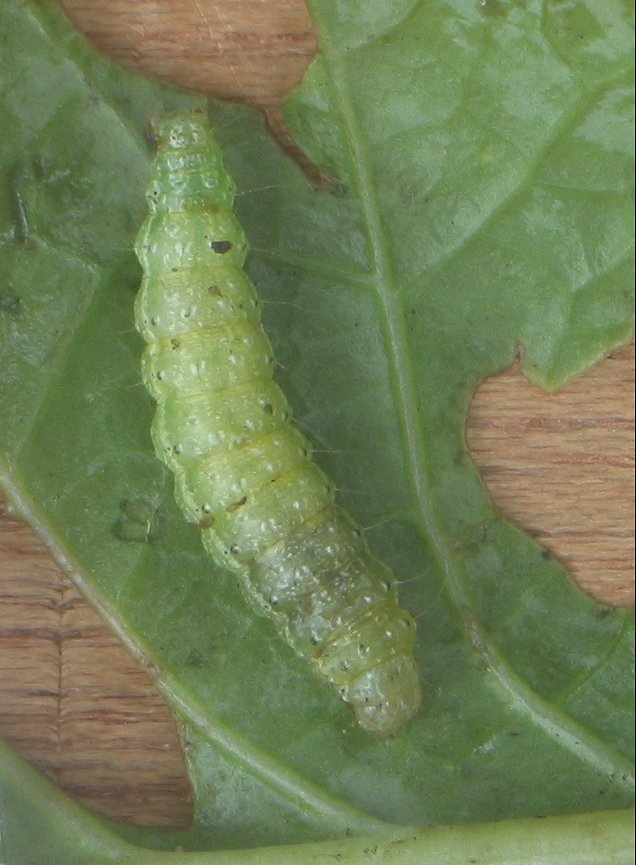
Raupe von Clepis spectrana

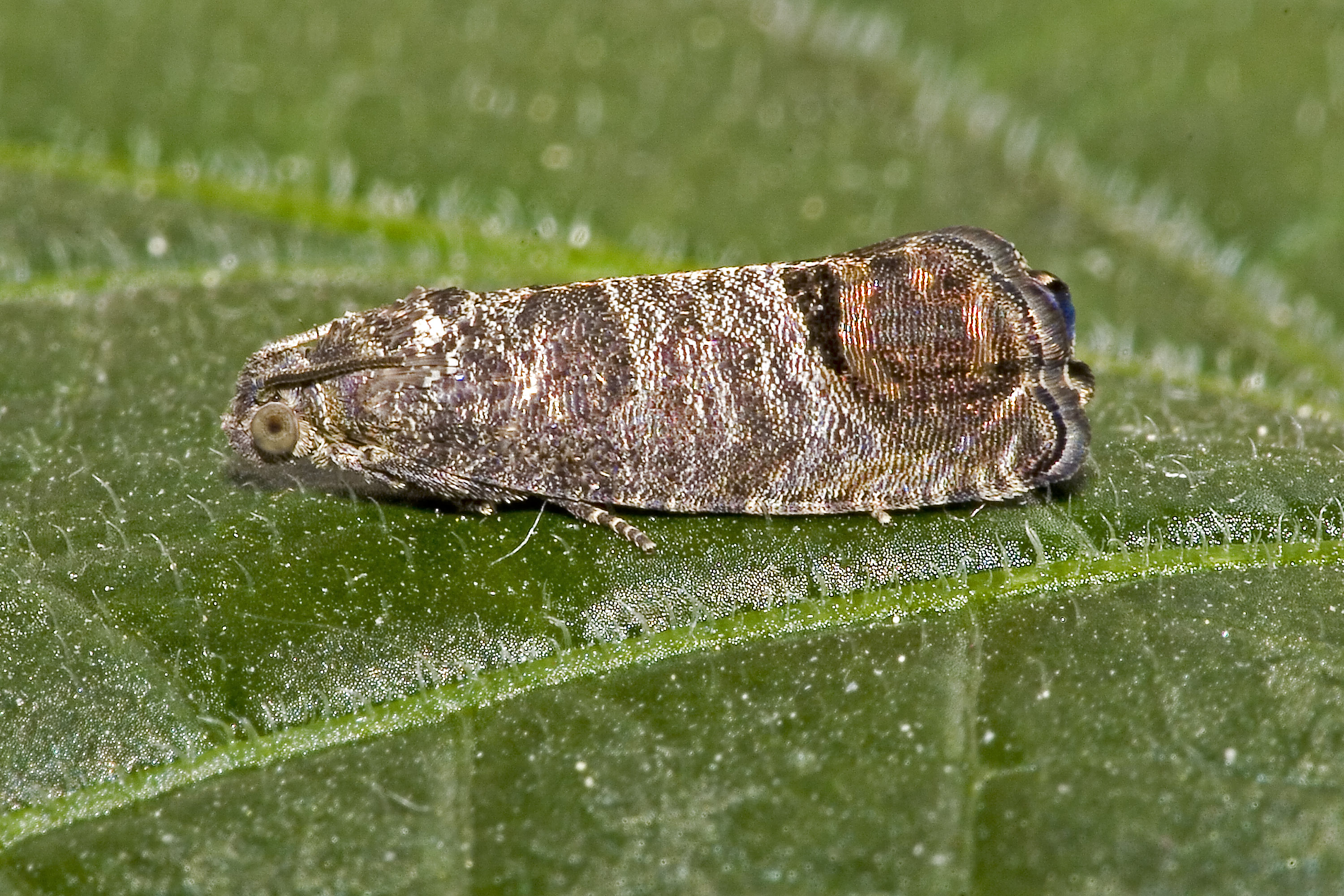
Apfelwickler (Cydia pomonella)

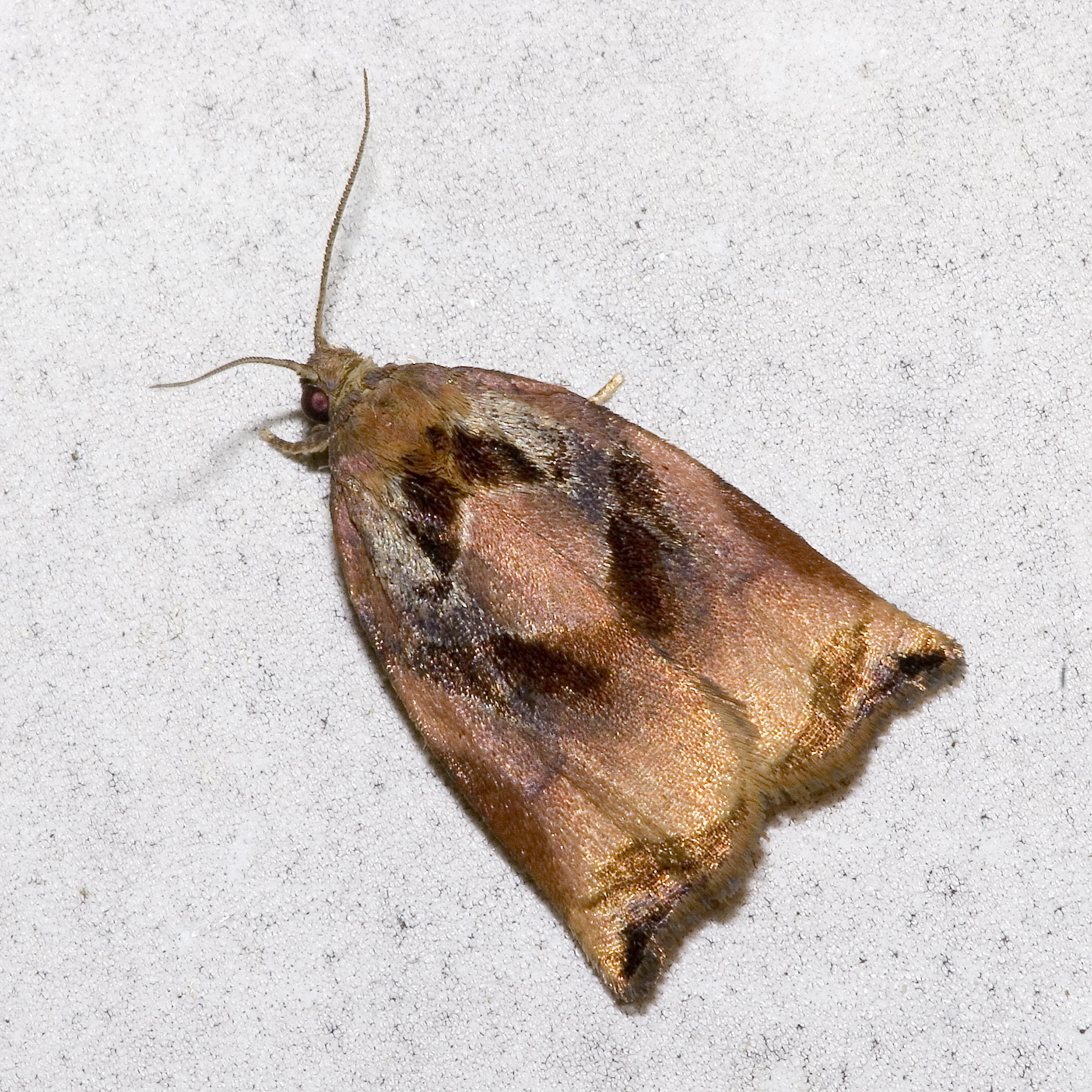
Archips podana

Die Wickler (Tortricidae) sind eine Familie innerhalb der Ordnung der Schmetterlinge (Lepidoptera). Von ihnen sind bis jetzt weltweit etwa 5.000 Arten bekannt. In Europa kommen etwa 1.000 Arten und Unterarten vor, davon leben 587 Arten auch in Mitteleuropa. Einige Arten der Wickler rollen die Blätter ihrer Nahrungspflanzen zusammen, wodurch die Familie ihren Namen erhalten hat. Ihr Hauptverbreitungsgebiet sind die gemäßigten Breiten und die Tropen.

## Merkmale
Die Falter sind klein bis mittelgroß und erreichen in der Regel Spannweiten von 7 bis 35 Millimetern. Nur wenige Arten erreichen eine Spannweite von etwa 60 Millimetern. Viele Arten haben eine düstere Färbung, es gibt aber auch einige Arten, die lebhaft gefärbt sind. Die Vorderflügel sind eher breit und annähernd dreieckig bis viereckig geformt. Die Hinterflügel sind normalerweise gleich breit wie die Vorderflügel. Die Vorderflügel haben 12 oder 13 Flügeladern mit einer oder zwei Analadern (1b oder 1b und 1c), die Hinterflügel haben 9 oder 10 Adern mit drei Analadern (1a, 1b und 1c). In Ruheposition hat der Körper mit den an den Hinterleib angelegten Flügeln meist eine glockenähnliche Form. Einige Arten haben Schuppenbüschel auf den Vorderflügeln und dem Thorax. Ihre Fühler sind sehr kurz bis mittellang und erreichen nie mehr als zwei Drittel der Vorderflügellänge. Sie sind überwiegend fadenförmig, bei manchen Arten haben die Männchen aber gefiederte Fühler. Neben den Facettenaugen haben die meisten Arten auch Punktaugen (Ocelli). Der Saugrüssel ist voll entwickelt und an der Basis ungeschuppt. Die Maxillarpalpen sind kurz und variieren von ungegliedert und nackt zu viergliedrig und geschuppt. Die Labialpalpen sind dreigliedrig und gut entwickelt. Sie sind überwiegend nach vorne, manchmal auch nach oben gerichtet. Der weibliche Legeapparat (Ovipositor) ist nicht wie bei vielen anderen Schmetterlingsfamilien langgestreckt, sondern durch breite, flache und haarige Lappen ausgebildet.
Die Raupen haben vier Bauchbeinpaare und den Nachschieber. Sie tragen auf jeder Kopfseite sechs Punktaugen.

## Lebensweise
Die Imagines sind überwiegend dämmerungs- oder nachtaktiv und sitzen tagsüber versteckt an Baumstämmen oder unter Blättern. Es gibt aber auch tagaktive Arten, wie beispielsweise Arten der Ceracini und Grapholitini.
Die Weibchen legen ihre Eier einzeln oder in Gruppen an der Oberfläche der Raupennahrungspflanze ab, bei einigen Arten erfolgt dies in Reihen. Manchmal werden die Eier entweder mit einem Sekret, Schmutzteilchen oder mit Härchen des Abdomens bedeckt. Die Eier sind in ihrer Form ebenfalls sehr unterschiedlich, die meisten sind aber abgeflacht, die Mikropyle befindet sich oben. Oft sind die Eier so flach, dass sie aussehen wie Schuppen, es gibt aber auch solche, die dicklich oval geformt sind. Die Raupen vieler Arten leben als Minierer innerhalb der Pflanzen oder falten bzw. rollen Blätter zusammen, in denen sie fressen. Es gibt darüber hinaus Arten, die abgestorbene Blätter, Samen und Wurzeln fressen oder in Pflanzengallen oder als Bohrer in Ästen und Stämmen leben. Es gibt einige Arten, die in der Land- sowie Forstwirtschaft als Schädlinge bekannt sind. Bekannte Beispiele sind der Apfelwickler (Cydia pomonella), dessen Raupen sich in Obst, insbesondere in Äpfeln, entwickeln, oder der Pflaumenwickler. Die Verpuppung der blattrollenden oder faltenden Arten findet in der Regel in einem feinen Gespinst auf der Nahrungspflanze statt, viele bohrende Arten verpuppen sich hingegen am Boden.

## Systematik
Die Wickler sind wie folgt gegliedert:
Unterfamilien, Tribus und Gattungen ohne Tribuszuordnung:
- Chlidanotinae
  - Chlidanotini
  - Hilarographini
  - Polyorthini
- Olethreutinae Walsingham, 1895

- Bactrini
- Enarmoniini
- Endotheniini
- Eucosmini Obraztsov, 1946
- Gatesclarkeanini
- Grapholitini
- Lobesiini
- Microcorsini
- Olethreutini
- Dactylioglypha Diakonoff, 1973
- Diakonoffiana Koçak, 1981

- Tortricinae Latreille, 1802

- Archipini
- Atteriini
- Ceracini
- Cnephasiini
- Cochylini
- Epitymbiini
- Euliini
- Phricanthini
- Ramapesiini
- Schoenotenini
- Sparganothini
- Tortricini Latreille, 1802
- Acleris Hübner, 1825
- Acmanthina Brown, 2000
- Acroceuthes Meyrick, 1881
- Aeolostoma Meyrick, 1910
- Anisogona Meyrick, 1881
- Anopinella Powell, 1986
- Apateta Turner, 1926
- Apolychrosis Amsel, 1962
- Assulella Kuznetzov, 1973
- Asthenoptycha Meyrick, 1881
- Barygnathella Diakonoff, 1956
- Bonagota Razowski, 1986
- Brongersmia Diakonoff, 1972
- Campotenes Diakonoff, 1960
- Capnoptycha Meyrick, 1920
- Chapoania Razowski
- Chileulia Powell
- Clarkenia Razowski, 1988
- Cornuticlava Diakonoff, 1960
- Ernocornutia Razowski, 1988
- Haemateulia Razowski, 1999
- Nesochoris Clarke
- Orthocomotis Dognin, 1905
- Paracomotis Razowski
- Paraptila Meyrick
- Punctapinella J.W. Brown, 1991
- Recintonia Razowski
- Seticosta Razowski, 1986
- Silenis Razowski, 1987
- Strophotina Brown

Gattungen incertae sedis:
- Choristis Turner, 1945
- Heliocosma Meyrick, 1881

## Arten (Auswahl)
- Acleris rhombana
- Adoxophyes orana – Fruchtschalenwickler
- Aethes shakibai
- Agapeta hamana
- Agapeta zoegana
- Ancylis mitterbacheriana
- Archips oporana
- Archips podana – Eschenzwieselwickler
- Archips xylosteana
- Celypha lacunana
- Celypha striana
- Choristoneura fumiferana
- Cydia amplana
- Cydia pomonella – Apfelwickler
- Cydia splendana – Später Kastanienwickler
- Cydia strobilella – Fichtenzapfenwickler
- Dichelia histrionana – Fichtentriebwickler
- Dichrorampha plumbana
- Dichrorampha sequana
- Epagoge grotiana
- Epiblema foenella
- Epiblema scutulana
- Eucosma conterminana – Salatsamenwickler
- Eulia ministrana
- Eupoecilia ambiguella – Einbindiger Traubenwickler
- Grapholita compositella
- Grapholita coronillana
- Grapholita delineana – Kleine Hanfmotte
- Grapholita funebrana – Pflaumenwickler
- Hedya salicella
- Lathronympha strigana
- Lobesia botrana – Bekreuzter Traubenwickler
- Notocelia cynosbatella
- Notocelia uddmanniana
- Olethreutes arcuella – Prachtwickler
- Pammene fasciana – Früher Kastanienwickler
- Pammene rhediella – Bodenseewickler
- Pelatea klugiana
- Phtheochroa pulvillana – Spargelwickler
- Piniphila bifasciana
- Pseudargyrotoza conwagana
- Psilacantha creserias
- Ptycholoma lecheana
- Rhyacionia buoliana – Kieferntriebwickler
- Syndemis musculana
- Tortricodes alternella
- Tortrix viridana – Eichenwickler
- Zeiraphera diniana – Grauer Lärchenwickler